# Srní Potok
Srní Potok (německy Rehwasser) je osada, která je jednou z osmi částí města Mimoň. Leží v katastrálním území Vranov pod Ralskem, na levém břehu Ploučnice a od samotného města Mimoň je vzdálena asi 2 km na severoseverovýchod. Leží v okrese Česká Lípa v Libereckém kraji.

## Historie
Osada byla vybudována roku 1575 pánem na hradu Děvín u Hamru na Jezeře, Karlem z Biberštejna. Tehdy se říkalo řece Ploučnici Srní potok a ves byla zprvu pojmenována Nová Ves na Srním potoce, časem bylo pojmenování zkráceno na Srní potok (tehdy zpravidla v němčině Rehwasser). Zpět jen české pojmenování bylo osadě vráceno v roce 1945.
V roce 1906 byl na jižní straně vsi vybudován na břehu Ploučnice Přírodní domov, což bylo nevelké rekreační zařízení s koupáním a lázní. U něj byl hostinec a malá dřevěná rozhledna. V době první světové války areál zanikl.

## Další informace
Spojení je možné po silnici 241 z Vranova (také část Mimoně) na obec Noviny pod Ralskem. Je zde evidováno 5 adres, které tvoří několik rozptýlených domů trvale obydlených a je zde řada rekreačních chalup. Patří pod poštu Mimoň, PSČ: 471 24.
V blízkém okolí je několik starých vojenských bunkrů (Lehké opevnění vzor 37, tzv. ŘOPíky) rozmístěných v lese, na loukách a v polích.
Srní Potok leží na úpatí hory Ralsko vysoké 698 m a se zříceninou gotického hradu Ralsko. Přes osadu vede žlutě značená turistická trasa z Pertoltic pod Ralskem na Vranov. Stavení osady jsou v nadmořské výšce zhruba 300 m.

## Fotogalerie

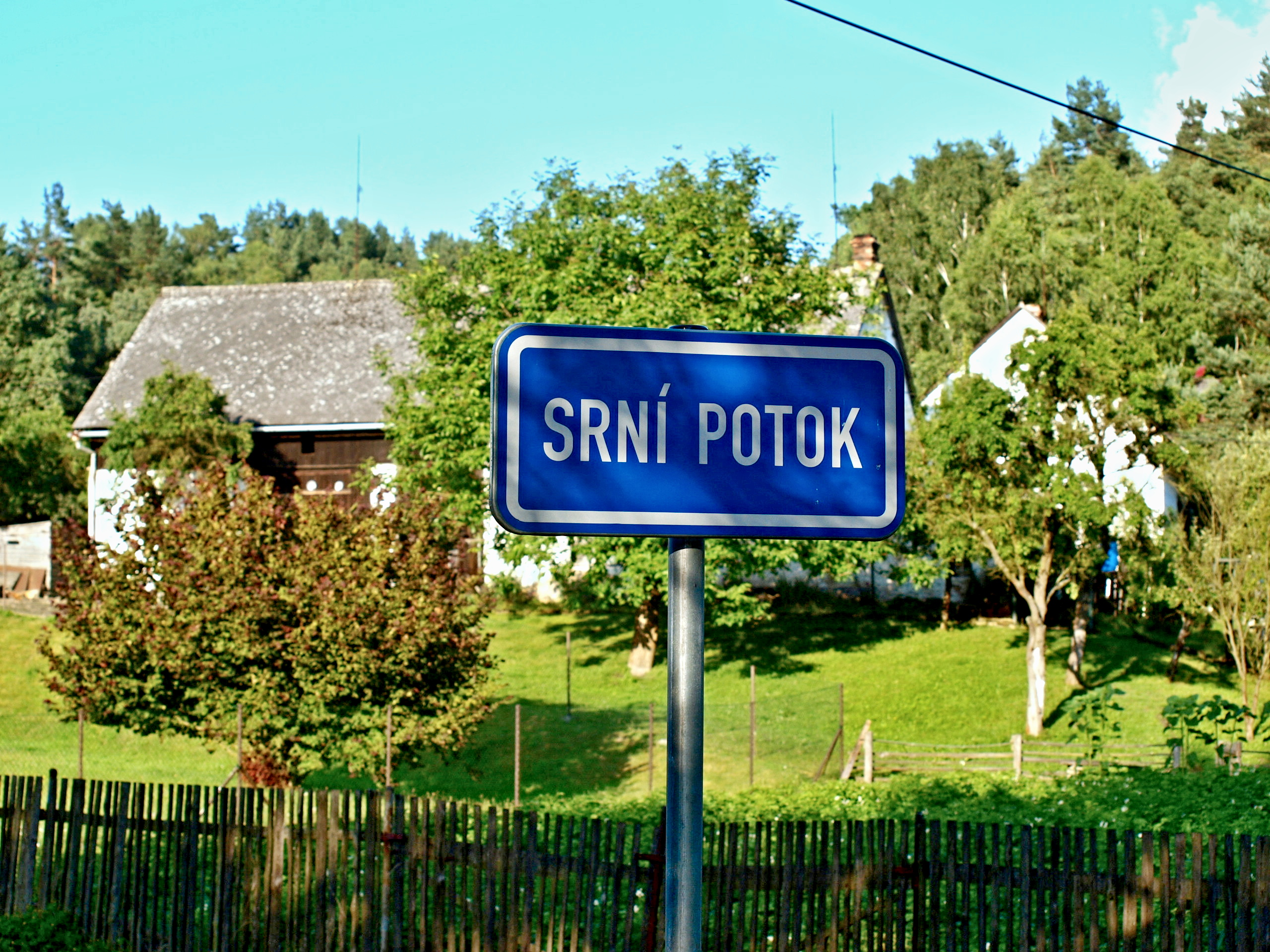
Informační cedule
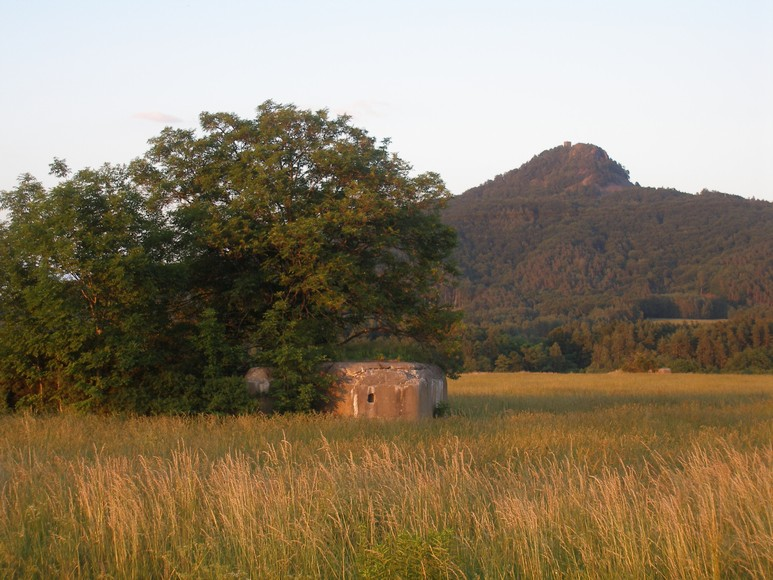
Okolí Srního Potoka s bunkry a hora Ralsko
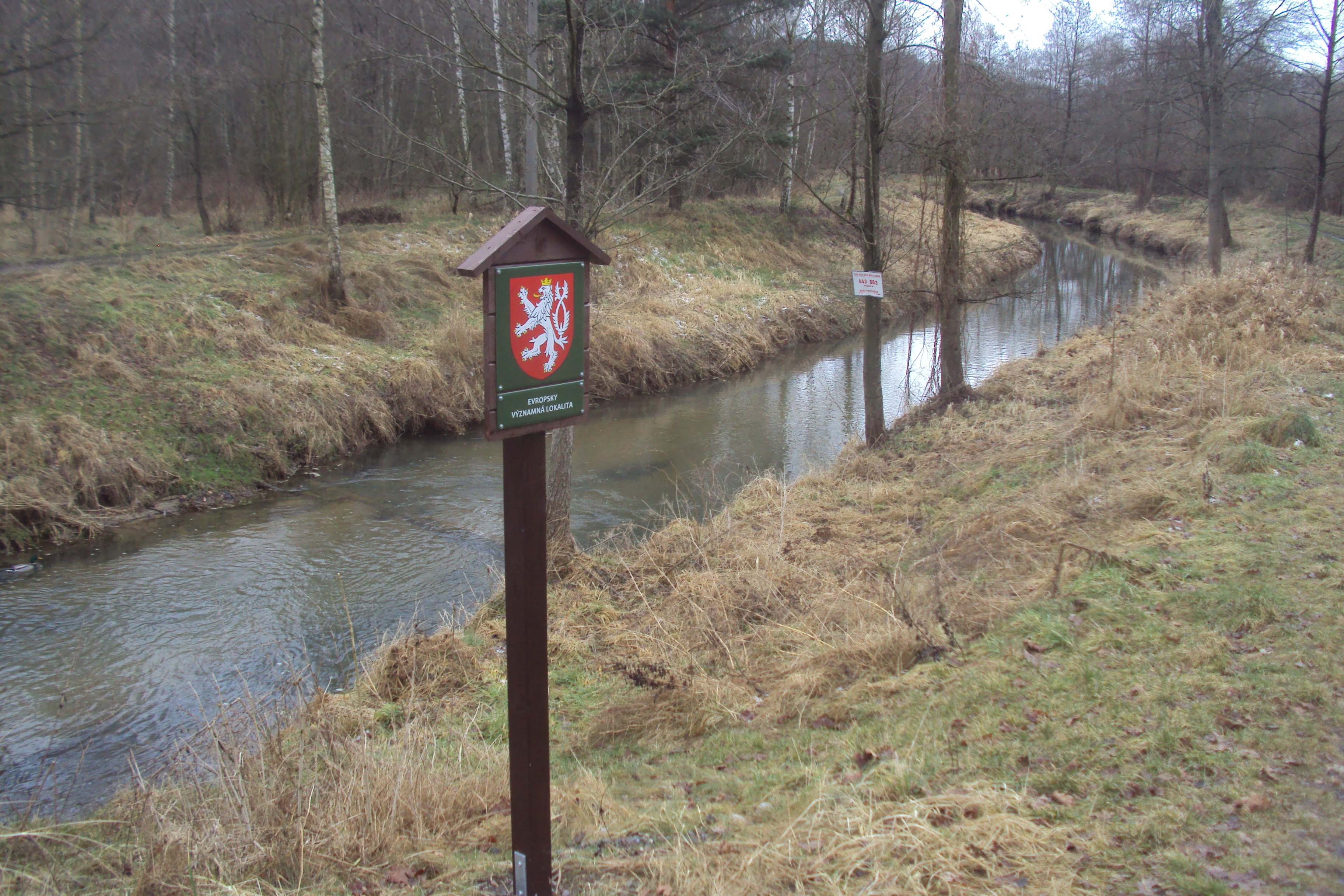
Označení Evropsky významné lokality Horní Ploučnice u obce